# Wadi ad-Dawasir
Wadi Dawasir (en arabe : وادي الدواسر) est une ville et une région saoudienne, située au sud-est de la province de Riyad, où se trouvent de multiples stations d'arrosage alimentées par forage. La vallée du Dawasir, dans le Nadj, est la patrie de la tribu des Al-Dawasir, une des plus grandes tribus en Arabie saoudite.
La municipalité a une population de 92.714, au recensement de 2004.
Elle est composée de deux zones principales, (al) Nowaima et (al) Khamaseen et (al) Lidam.
Localités : Al-Khamasin, Farah Turayb, Kumdah, Kabbaiyah, Tamrah, As Sulayyil...

## Tourisme
- Croisement important des routes 10 et 177, à 475 km de Najran, 445 de Abha, 600 de Riyad.
- Produits principaux : encens, dromadaires,
- Hôtels (et restaurants) : Sarawat Hotel, Al-Rokan, Hotel-Restaurant,
- Aéroport domestique : Wadi al-Dawasir Domestic Airport, Kumdah (WAE), à l'est : de/vers Riyadh, Jeddah,
- Aéroport autre : Al Lidem.
- Bus :
- Al Faw et Uruq Bani Ma'arid Protected Area à 50 km au sud.
- Autres établissements proches : At Tawilah, Al HAsi, Qasr Himâm.